# Bogomolje
Bogomolje is een plaats in de gemeente Sućuraj in de Kroatische provincie Split-Dalmatië. De plaats telt 98 inwoners (2001).